# Lestrigón (rey epónimo)
En la mitología griega, Lestrigón (Λαιστρυγών) es un rey mítico antepasado del pueblo de los lestrigones, una raza de gigantes antropófagos. Se lo considera hijo de Poseidón y fue padre de una hija, Telepora o Telepatra; esta se desposó con Eolo, el señor de los vientos. La madre de Lestrigón parece ser implícitamente Gea, aunque los versos hesiódicos se han conservado muy lagunosos. En los textos mitológicos también se menciona a Antífates, como rey legendario de los lestrigones.